# Gerda Leo
Gerda Leo (* 1. Februar 1909 in Hagen, Westfalen; † 28. September 1993 in Amsterdam, Niederlande) war eine deutsche Fotografin im Umfeld des Neuen Sehens und der Neuen Sachlichkeit. Sie studierte an der Staatlich-städtischen Kunstgewerbeschule Burg Giebichenstein in Halle (Saale) bei Hans Finsler und arbeitete als Assistentin von Albert Renger-Patzsch. Ihr fotografischer Nachlass liegt im Kunstmuseum Moritzburg Halle (Saale).

## Leben
Gerda Leo wurde am 1. Februar 1909 in Hagen (Westfalen) geboren. 1910 wurde ihre Schwester Elsbet, 1916 ihre Schwester Waltraut geboren. 1922 starb der Vater und die Mutter zog mit den Töchtern in ihre Heimatstadt Halle (Saale).
Unterstützt von ihrer Mutter besuchte Gerda Leo ab dem Wintersemester 1925/26 mit 16 Jahren die Werkstätten der Stadt Halle, Staatlich-Städtische Kunstgewerbeschule Burg Giebichenstein. Im selben Jahr wechselten mit Marguerite Friedlaender, Gerhard Marcks und Benita Otte drei ehemalige Lehrende des Weimarer Bauhauses an die „Burg“, wie die Kunstgewerbeschule schon damals genannt wurde. Leo begann ihre Ausbildung in der Klasse für Malerei und Grafik bei Erwin Hahs, wechselte jedoch 1926 in die Emailwerkstätte von Lili Schultz.
Ab dem Wintersemester 1928/29 besuchte sie zusätzlich die Klasse für Fotografie von Hans Finsler. Finsler war seit 1922 an der Burg tätig, zunächst als Bibliothekar und Lehrbeauftragter. Ab 1927 leitete er die neu eingerichtete Fotoklasse und damit die erste Klasse für Sachfotografie an einer Kunstgewerbeschule überhaupt.
Erste Kontakte zur Fotografie hatte Leo in ihrer Kindheit: Der Vater fotografierte selbst und hatte sich eine Speisekammer als Dunkelkammer eingerichtet. Von ihm hatte sie eine 9 × 12 Balgenkamera geerbt und seit 1926 erste Versuche damit gemacht. Zu Beginn des Jahres 1929 wechselte Leo ganz in Finslers Klasse, die sie bis April 1930 besuchte. „Mit diesem Entschluß hatte Gerda Leo das Ausbildungs- und Arbeitsgebiet für sich gefunden, das ihren Neigungen und Fähigkeiten in besonderem Maße entsprach und auf dem sie bald gewichtige Resultate und Erfolge erzielte.“ (T. O. Immisch)
1929 nahm Gerda Leo mit Hans Finsler an der Ausstellung Film und Foto des Werkbundes in Stuttgart teil. Im Sommer 1929 arbeitete sie für einige Wochen als Assistentin bei Albert Renger-Patzsch in Essen, dessen Buch „Die Welt ist schön“ sie sehr schätzte. Nach ihrer Rückkehr nach Halle arbeitete sie von 1930 bis 1932 als Finslers Assistentin, erstellte Abzüge im Labor und bearbeitete Aufträge. Zeitgleich widmete sie sich eigenen Projekten. Als Finsler 1932 an die Zürcher Kunstgewerbeschule wechselte, schlug sie sein Angebot aus, ihn als Assistentin in die Schweiz zu begleiten. Bereits 1929 hatte sie bei Renger-Patzsch in Essen den angehenden Fotografen Jacob d’Oliveira kennengelernt, den sie im September 1932 heiratete.
Mit dem Umzug nach Amsterdam endete Gerda Leos aktive Karriere als Fotografin, wenn auch weiterhin einzelne Bilder entstanden. Das Familienleben sowie die Mitarbeit im Geschäft ihres Mannes standen im Vordergrund. Durch die Heirat erhielt sie die niederländische Staatsbürgerschaft. Während des Zweiten Weltkrieges schloss sie sich mit ihrem Mann der niederländischen Widerstandsbewegung an. Aus der Ehe gingen bis zu Kriegsbeginn drei Kinder hervor, die Leo teils allein versorgen musste, weil ihr Mann aufgrund seiner jüdischen Abstammung von der deutschen Besatzung ins Arbeitslager geschickt wurde. Nach dem Krieg wuchs die Familie um zwei weitere Kinder. Leo lebte bis zu ihrem Tod 1993 in Amsterdam.

## Werk
Leo begann Ende 1925 zu fotografieren. In den wenigen überlieferten Aufnahmen der Jahre 1926 und 1927 klingen bereits wesentliche thematische und gestalterische Eigenheiten ihres Schaffens an: Inhaltlich wandte sie sich der Natur zu, fotografierte Pflanzen und Landschaften, Stillleben, aber auch den Menschen. Früh wurde ihre Vorliebe für Seitenlicht und nahe Bildausschnitte, asymmetrische Komposition, Spiegelungen und Hell-Dunkel Kontraste sichtbar.
Mit dem Eintritt in die Fotoklasse begann ihre formale Ausbildung, die zunächst durch den Lehrer Hans Finsler geprägt war. Finsler entwickelte eine Bildsprache, die das Wesen des Objekts mit den Mitteln der Fotografie ins Bild zu setzen suchte. Diese Elemente visueller Gestaltung bezeichnete Finsler als „optische Grammatik“. Um Besonderheiten der aufzunehmenden Gegenstände im Zusammenhang mit Material, Herstellung, Form und Gebrauch herauszuarbeiten, bediente er sich beispielsweise der Reihung, setzte deutliche Kontraste und nutzte Motivanschnitte – Elemente, die auch Leo in ihren Fotografien einsetzte. Stilmittel der Neuen Fotografie der zweiten Hälfte der 1920er Jahre finden sich ebenfalls in ihren Bildern, darunter Detailvergrößerungen, Ausschnitte, in die Diagonale gekippte Motive sowie starke Ober- und Untersichten. Finslers Fotografien zeichnen sich durch genau kalkulierte, auf den jeweiligen Gegenstand zugeschnittene, analytische Kompositionen aus. Leos Werke sind in der formalen Gestaltung atmosphärischer und dynamischer und spontaner in der Motivwahl, die auch Alltagssituationen und Porträts umfasst. „Entscheidend für die Qualität von Gerda Leos Photographieren […] ist, daß solche kompositorischen Entscheidungen nicht mühsam gesucht oder ausgeklügelt, sondern von der Photographin intuitiv erfaßt sind.“ (T. O. Immisch) Dass vier ihrer Arbeiten 1929 auf der Ausstellung Film und Foto des Werkbundes präsentiert wurden (wenngleich mit der Herkunftsangabe „Photographische Abteilung der Kunstgewerbeschule Burg Giebichenstein, Halle“), spricht für die Qualität ihres Schaffens im Kontext der Neuen Fotografie der 1920er Jahre.
Um 1930 wechselte Leo auf Empfehlung Finslers zu einer 6 × 6 – Rolleiflex Kamera, deren quadratisches Format ihrem kompositorischen Gespür entgegenkam. In die Zeit bis 1932 fällt die Hochphase ihres fotografischen Schaffens.
Pflanzen fotografierte sie mit den Stilmitteln des Neuen Sehens in Aus- und Anschnitt mit scharfen Kontrasten und Schattenfall und spielte mit Elementen von Schärfe und Unschärfe, die sie mit filigranen Formspielen anreicherte. Landschaften, darunter auch städtische Eindrücke, erfasste Leo als Raumgefüge, die sie kompositorisch in visuelle Flächen aufgliederte. Beschaffenheit und Material, etwa Erde und Stein, treten deutlich hervor. In ihren Studien bediente sich Leo der Ausdrucksmöglichkeiten fotografischer Gestaltungsmittel zur Darstellung von Strukturen und Mustern. Auch in ihren situativen Porträts kommt eine reduzierte und konzentrierte Formensprache zum Ausdruck. Die Halb- oder Dreiviertelfiguren sind oft im Seitenlicht aufgenommen. Bei den Nahaufnahmen konzentrierte Leo sich ganz auf das Gesicht, das meist im Halbprofil und fast formatfüllend durch Schattenfall und Glanzlichter eine atmosphärische visuelle Tiefe erhält. Neben ihren freien Arbeiten und Auftragswerken fotografierte Leo einige Serien und stellte insgesamt acht Fotoalben zusammen. Ein Beispiel für Werbefotografie sind die Fotos für das Faltblatt Ich führe Sie durch das Haus Broskowski der Hallenser Firma Pottel & Broskowski 1931 (Gestaltung Lotte Pottel).
Mit dem Weggang aus Halle 1932 wandte sich Gerda Leo neuen Aufgaben zu und fotografierte nur noch sporadisch. Ihr fotografisches Œuvre war zu diesem Zeitpunkt in den wesentlichen Punkten abgeschlossen und umfasste mehrere hundert Aufnahmen. Ihr fotografischer Nachlass befindet sich im Kunstmuseum Moritzburg Halle (Saale).

## Ausstellungen
- 1929 Ausstellungsbeteiligung Film und Foto des Werkbundes in Stuttgart
- 1994 Ausstellung Gerda Leo – Photographien 1926–1932, Staatliche Galerie Moritzburg Halle, Halle (Saale), vom 3. Juli bis 14. August 1994
- 1994 Ausstellung Gerda Leo: Photographien 1926–1932, Das verborgene Museum, Berlin, bis Februar 1995
- 1997 Ausstellungsbeteiligung Und sie haben Deutschland verlassen …. müssen. Fotografen und ihre Bilder 1928 – 1997, Rheinisches Landesmuseum Bonn, 15. Mai bis 24. August 1997
- 1998 Ausstellung Gerda Leo – Photographien, Suermondt-Ludwig-Museum, Aachen, vom 4. April bis 14. Juni 1998
- 2009 Ausstellung Gerda Leo – Photographien 1926–1932, Foam Fotografiemuseum Amsterdam, vom 10. Juli bis 6. September 2009
- 2011 Ausstellungsbeteiligung Neues Sehen aus Halle 1927–1933, Kunstmuseum Moritzburg Halle (Saale), 7. Juni bis 11. September 2011
- 2015 Ausstellungsbeteiligung New Objectivity: Modern German Art in the Weimar Republic, 1919–1933, Museo Correr, Venedig, Italien, 1. Mai bis 30. August 2015
- 2015 Ausstellungsbeteiligung New Objectivity: Modern German Art in the Weimar Republic, 1919–1933, Los Angeles County Museum of Art, USA, 4. Oktober 2015 bis 16. Januar 2016
- 2019 Ausstellungsbeteiligung Netherlands ⇄ Bauhaus – pioneers of a new world, Museum Boijmans van Beuningen, Rotterdam, 9. Februar 2019 bis 26. Mai 2019
- 2019 Ausstellungsbeteiligung Moderne. Ikonografie. Fotografie. Das Bauhaus und die Folgen 1919–2019, Kunstmuseum Kloster Unser Lieben Frauen, Magdeburg, 22. September 2019 bis 9. Februar 2020
- 2022 Ausstellungsbeteiligung Stoffe, Texturen, Oberflächen. Fotografien von Hans Finsler, Heinrich Koch und Gerda Leo, Kunstmuseum Moritzburg Halle (Saale), 1. Oktober 2022 bis 8. Januar 2023